# Inibidor de recaptação de serotonina e noradrenalina
Os inibidores seletivos da recaptação da serotonina e da noradrenalina (ISRSN ou SNRI) são fármacos relativamente recentes, utilizados no tratamento da depressão. Tal como os inibidores seletivos de recaptação de serotonina (ISRSs), não possuem ação agonista sobre os receptores; a sua ação farmacológica limita-se a impedir a recaptação de serotonina e noradrenalina, possuindo, por isso, um perfil farmacológico mais seguro e com menos efeitos adversos do que fármacos do género dos antidepressivos tricíclicos.

## Exemplos
- Venlafaxina
- Milnaciprano
- Desvenlafaxina
- Duloxetina